# Rob, the Robot
Rob, the Robot (em português Rob, o Robô) é uma série infantil canadense-singapuriana feita em computação gráfica, co-produzida pela Amberwood Entertainment e One Animation.
No Brasil, foi exibida pelos canais Discovery Kids, Rede Bandeirantes, ZooMoo Kids, TV Cultura, SBT e Globo e em Portugal pela RTP2 e pelo Canal Panda.
A série estreou em 7 de setembro de 2010 e teve 2 temporadas, com o episódio final sendo exibido em 17 de janeiro de 2017.

## Sinopse
A série fala sobre Rob e seus amigos, que viajam pelo universo sempre visitando planetas diferentes para resolver determinadas situações.

## Personagens
Rob: O robô mais aventureiro e curioso de toda a galáxia. Ele adora aprender coisas novas e sua única limitação é a própria ingenuidade e seu corpo de robô, já que nem sempre consegue agir como um ser humano. Dublado por Vinícius Mesquita (o dublador do personagem Badou em Babar e as Aventuras de Badou, também exibido pelo Discovery Kids).
Ema: Uma verdadeira linguista, que adora jogos de palavras, rimas e histórias. Com nove anos de idade (um pouco mais velha do que Rob), ela é uma alienígena que tem sua própria nave espacial e uma gatinha chamada Violeta. Sabe ler e escrever, é criativa, inteligente e um pouco mandona. Também adora estar na moda e costuma ter grandes ideias, que busca nos livros. Dublada por Alanna Bérgamo.
Orbit: Um artista extravagante. Adora fabricar coisas para Rob e Ema, mas nem tudo o que inventa funciona. O olho fotográfico de Orbit desempenha um papel muito importante na narração dos episódios. Dublada por Fernanda Vignolo.
T.K.: T.K. tem sempre uma ferramenta ou instrumento guardado em seu corpo vermelho vivo. Ela pensa com lógica e gosta de trabalhar com números, além de ser muito limpa e organizada. Consegue ver padrões em qualquer coisa e gosta de experimentar ferramentas e acessórios de todo tipo. Dublado por Caio César.
Controle: Uma mão robótica que dá detalhes das missões e controla a nave. Dublado por Carlos Gesteira.

## Elenco
- Estúdio: Audio Corp

| Personagem | Original       | Dublador          |
| ---------- | -------------- | ----------------- |
| Rob        | Stacey DePass  | Vinícius Mesquita |
| Ema        | Camden Angelis | Alanna Bérgamo    |
| T.K.       | Jordi Mand     | Fernanda Vignolo  |
| Orbit      | Jake Beale     | Caio César        |
| Controle   | John Stocker   | Carlos Gesteira   |